# Smokie Norful

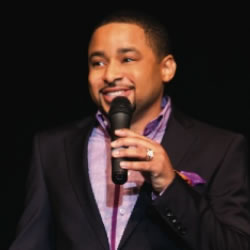
Smokie Norful

Smokie Norful (* 31. Oktober 1975 in Muskogee, Oklahoma; eigentlich William Ray Norful, Jr.) ist ein US-amerikanischer Gospelmusiker und zweifacher Grammy-Gewinner.

## Biografie
Smokie Norful wuchs auf in Muskogee als Sohn eines Geistlichen der African Methodist Episcopal Church. Er kam früh mit der kirchlichen Gospel- und Soulmusik in Berührung und sang mit vier Jahren bereits in der Kirchengemeinde. Mit zehn Jahren machte er erste Plattenaufnahmen für ein regional veröffentlichtes Album. Statt für die Musik oder die Kirche entschied er sich dann jedoch für ein Geschichtsstudium an der University of Arkansas at Pine Bluff und wurde dann Geschichtslehrer.
Nach vier Jahren in diesem Beruf zog er 1998 nach Chicago und machte am Garrett Theological Seminary einen Master-of-Divinity-Abschluss. Er blieb in Chicago und wurde Hilfspastor in der Rock of Ages Baptist Church. Daneben wurde er auch wieder in verschiedenen Chören aktiv. Beim Thompson Community Choir trat er als Gastsänger bei einer Albumaufnahme in Erscheinung und schließlich produzierte das Label Chordant mit ihm 2002 ein eigenes Album. Mit I Need You Now schaffte er es auf Anhieb auf Platz 1 der Gospelalbencharts und auch in die offiziellen Billboard 200. Der Titelsong kam in die Hot-100-Singlecharts.
Daraufhin wurde er von EMI unter Vertrag genommen und veröffentlichte 2003 eine Live-EP, die ebenfalls auf Platz 1 der Gospelcharts kam. Nur ein Jahr später folgte der zweite Longplayer mit dem Titel Nothing Without You, der wie das Debütalbum die Spitze der Gospelcharts erreichte, zwei Jahre in dieser Chartauswertung blieb und schließlich mit Gold für eine halbe Million verkaufte Exemplare ausgezeichnet wurde. Außerdem erhielt er bei den Grammy Awards 2005 dafür die Auszeichnung in der Kategorie Best Pop / Contemporary Gospel Album.
Mit dem Album stieß Norful auch in die Top 60 der offiziellen Charts vor, was ihm auch 2006 mit dem dritten Studioalbum Life Changing und 2009 mit dem Album Smokie Norful Live gelang. Insgesamt blieben die beiden Alben aber hinter dem Erfolg der ersten beiden zurück. 2010 veröffentlichte er drei Predigtalben unter dem Titel Worship & a Word, die neben einer längeren Predigt jeweils ein Lied enthielten und ebenfalls recht erfolgreich waren. Im selben Jahr erschien auch ein Album mit dem Victory Cathedral Choir präsentiert von Smokie Norful, das live beim Sonntagsgottesdienst in der Friendship Baptist Church in Chicago aufgenommen wurde und bei dem er selbst zweimal als Hauptsänger auftritt.
Es folgten How I Got Over … Songs That Carried Us, ein Album mit vielen Gastsängern, darunter sein Vater, und Once in a Lifetime in den Jahren 2011 und 2012, mit denen er seinen Erfolg fortsetzte. Mit dem Album Forever Yours kehrte er 2014 in die Top 100 der offiziellen Albumcharts zurück und kam auf Platz 2 der Gospelalbum. Das Lied No Greater Love, das er selbst zusammen mit Aaron W. Lindsey geschrieben hatte, brachte ihm 2015 seine zweite Grammy-Auszeichnung als bester Gospelsong.

## Diskografie

### Alben
| Jahr | Titel                                           | Höchstplatzierung, Gesamtwochen, AuszeichnungChartplatzierungen (Jahr, Titel, Platzierungen, Wochen, Auszeichnungen, Anmerkungen) | Höchstplatzierung, Gesamtwochen, AuszeichnungChartplatzierungen (Jahr, Titel, Platzierungen, Wochen, Auszeichnungen, Anmerkungen) | Anmerkungen                             |
| Jahr | Titel                                           | US | Gospel | Anmerkungen                             |
| ---- | ----------------------------------------------- | --- | --- | --------------------------------------- |
| 2003 | I Need You Now                                  | US154 Gold · (9 Wo.)US | Gospel1 (104 Wo.)Gospel |                                         |
| 2003 | Smokie Norful: Limited Edition (EP)             | US90 (4 Wo.)US | Gospel1 (55 Wo.)Gospel | Livealbum                               |
| 2004 | Nothing Without You                             | US57 Gold · (6 Wo.)US | Gospel1 (104 Wo.)Gospel | Grammy (Contemporary Soul Gospel Album) |
| 2006 | Life Changing                                   | US56 (5 Wo.)US | Gospel2 (68 Wo.)Gospel |                                         |
| 2009 | Live                                            | US55 (6 Wo.)US | Gospel1 (66 Wo.)Gospel | Livealbum                               |
| 2010 | Worship & a Word: According to Your Faith (EP)  | — | Gospel20 (35 Wo.)Gospel | Predigtalbum + ein Song                 |
| 2010 | Worship & a Word: Matters of the Heart          | — | Gospel27 (11 Wo.)Gospel | Predigtalbum + ein Song                 |
| 2010 | Worship & a Word: Myth of Unmet Needs           | — | Gospel26 (11 Wo.)Gospel | Predigtalbum + ein Song                 |
| 2010 | Smokie Norful Presents: Victory Cathedral Choir | US121 (1 Wo.)US | Gospel4 (9 Wo.)Gospel | Livealbum                               |
| 2011 | How I Got Over … Songs That Carried Us          | US131 (1 Wo.)US | Gospel4 (49 Wo.)Gospel |                                         |
| 2012 | Once in a Lifetime                              | US116 (2 Wo.)US | Gospel4 (46 Wo.)Gospel |                                         |
| 2014 | Forever Yours                                   | US67 (3 Wo.)US | Gospel1 (38 Wo.)Gospel |                                         |

### Singles
| Jahr | Titel Musiklabel                                                  | Höchstplatzierung, Gesamtwochen, AuszeichnungChartplatzierungen (Jahr, Titel, Musiklabel, Platzierungen, Wochen, Auszeichnungen, Anmerkungen) | Höchstplatzierung, Gesamtwochen, AuszeichnungChartplatzierungen (Jahr, Titel, Musiklabel, Platzierungen, Wochen, Auszeichnungen, Anmerkungen) | Anmerkungen                                            |
| Jahr | Titel Musiklabel                                                  | US | Gospel | Anmerkungen                                            |
| ---- | ----------------------------------------------------------------- | --- | --- | ------------------------------------------------------ |
| 2003 | I Need You Now                                                    | US96 (3 Wo.)US | — |                                                        |
| 2005 | I Understand Nothing Without You                                  | — | Gospel1 (26 Wo.)Gospel |                                                        |
| 2005 | God Is Able Nothing Without You                                   | — | Gospel11 (20 Wo.)Gospel |                                                        |
| 2006 | Um Good Life Changing                                             | — | Gospel1 (41 Wo.)Gospel |                                                        |
| 2007 | Celebrate Life Changing                                           | — | Gospel23 (20 Wo.)Gospel |                                                        |
| 2009 | God Is Able Nothing Without You                                   | — | Gospel3 (60 Wo.)Gospel |                                                        |
| 2010 | Dear God (Live) Live                                              | — | Gospel28 (5 Wo.)Gospel |                                                        |
| 2010 | The Greatest Name Smokie Norful Presents: Victory Cathedral Choir | — | Gospel25 (14 Wo.)Gospel | Smokie Norful Presents: Victory Cathedral Choir        |
| 2011 | God Is Able How I Got Over … Songs That Carried Us                | — | Gospel16 (21 Wo.)Gospel | feat. Myron Buttler & the 12th District AME Mass Choir |
| 2012 | Once in a Lifetime                                                | — | Gospel19 (21 Wo.)Gospel |                                                        |
| 2014 | No Greater Love Forever Yours                                     | — | Gospel7 (46 Wo.)Gospel | Grammy (Gospel Performance / Song)                     |

### Gastbeiträge
| Jahr | Titel Album   | Höchstplatzierung, Gesamtwochen, AuszeichnungChartplatzierungen (Jahr, Titel, Album, Platzierungen, Wochen, Auszeichnungen, Anmerkungen) | Höchstplatzierung, Gesamtwochen, AuszeichnungChartplatzierungen (Jahr, Titel, Album, Platzierungen, Wochen, Auszeichnungen, Anmerkungen) | Anmerkungen                                     |
| Jahr | Titel Album   | US | Gospel | Anmerkungen                                     |
| ---- | ------------- | --- | --- | ----------------------------------------------- |
| 2008 | Cover Me      | — | Gospel3 (47 Wo.)Gospel | 21:03 with Fred Hammond, Smokie Norful & J Moss |
| 2008 | Jesus Is Love | — | Gospel10 (24 Wo.)Gospel | Heather Headley feat. Smokie Norful             |